# 제7기갑사단 (독일 국방군)

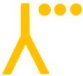
사단마크 1번째

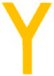
사단마크 2번째

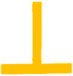
사단마크 3번째

제7기갑사단(7 Panzer Division)은 제2차 세계 대전 당시 프랑스 침공전에서 에르빈 롬멜 장군의 지휘 하에 유령사단이라 불리며 활약한 기갑사단으로 폴란드 침공 당시 2경기계화사단을 개편한 사단이다.

## 부대 역사

### 폴란드 전역
폴란드 침공 당시 제7기갑사단은 2 경기갑사단 체제였다. 당시 사단의 전차 전력은 다음과 같다.
- 1호 전차(PzKpfw I) - 41대
- 2호 전차(PzKpfw II) - 42대
- 구난전차 - 2대
- 총계 - 85대

### 롬멜과 프랑스 침공
폴란드 침공 종료 후 히틀러는 롬멜이 전차전 지휘 경험이 없음에도 롬멜에게 기갑사단을 맡겼다. 사실 롬멜은 제1차 세계 대전 종료 후에 아직도 읽히고 있는 보병전술 교리서를 쓸 정도로 보병전술의 전문가였지 전차부대 경험은 없는 인물이었다.
1940년 2월 15일 부대의 지휘를 인수한 롬멜은 헤르만 호트 장군이 지휘하는 15 기갑군단에 배치되었다. 이 군단은 프랑스 침공의 주력부대 중 하나였다. 진격을 개시한 이래 쾌속 진격을 계속한 제7기갑사단은 적군에 의해 유령사단(독일어: Gespenster-Division)이라 불리었다. 롬멜은 리델 하트에 의해 전후에 출간된 그의 회고록에서 이 시기를 비교적 상세히 적었다.
롬멜의 쾌속 진격은 연합군과 독일군 양쪽에 모두 신출귀몰한 것이어서 제7기갑사단에 유령사단이라는 별명을 붙이게 하였다. 이런 제7기갑사단이었지만 아라스 전투(Arras)에서는 영국군의 마틸다 보병전차에게 고전을 면치못했는데 마틸다 전차의 장갑이 워낙 두꺼워 제7기갑사단 소속의 3호 전차로는 이빨도 먹히지 않았던 것이다. 결국 영국군 전차는 독일군의 만능 화포라 불린 88mm 대공포를 끌고 와서야 겨우 막을 수 있었다. 참고로 이 아라스 전투는 1940년 프랑스 전투에서 거의 유일하다시피 한 전차전이었다.
1940년 프랑스에서 제7기갑사단의 대략적인 행적은 다음과 같다.
- 5월 12일 - 디낭 도착
- 5월 13일 - 격전 끝에 뫼즈강 도하
- 5월 15일 - Phillipville 도착 및 Avesnes와 Le Cateau를 지나서 서쪽으로 계속 진격
- 5월 21일 - 아라스 도착. 이곳에서 영국 전차연대와 격전(아라스 전투). 영국군의 마틸다 보병전차는 독일군의 88mm 대공포에 의해서 겨우 격파됨(88mm 대공포의 첫 대전차 작전 투입)
- 6월 5일 - Abbeville 점령
- 6월 8일 - 루앙 점령
- 6월 10일 - 디에프의 영국 해협 도착
- 6월 17일 - 셰르부르 남쪽 변경 도착
- 6월 19일 - 셰르부르의 프랑스 수비대 항복
- 6월 25일 - 작전 임무 종료

### 프랑스 전역 이후
프랑스전 종료 후 제7기갑사단은 다른 독일군 부대처럼 바르바로사 작전에 투입되었다. 1942년, 휴식과 보충을 위해 프랑스로 이동했고, 이후 다시 동부 전선에 투입되어 스탈린그라드에 포위된 6 군 구출작전에 참가했으나, 작전은 실패로 돌아갔다. 이후에는 계속 소련군에 밀려 후퇴를 거듭했고, 1944년 쿠어란트으로 밀렸고, 마침내 1945년 동프로이센에서 포위망에 갇혔다. 그러나 일부 병력은 포위망을 탈출하여 서부 독일로 도망가 미군에게 항복했다.

## 역대 지휘관
- 게오르그 슈툼메 중장
- 1940년 2월 15일 ~ 1941년 2월 14일 : 에르빈 롬멜 소장
- 1941년 2월 15일 ~ 1943년 8월 18일 : 한스 프라이헤어 폰 풍크 소장
- 1943년 8월 20일 ~ 1944년 1월 26일 : 핫소 폰 만토이펠 중장
- 1944년 1월 26일 : 아달베르트 슐츠 소장 (사단장 임명 2일 후 전사)
- 1944년 1월 28일 ~ 1945년 3월 23일 : 카를 마우스 중장
- 1945년 3월 23일 ~ 항복 : 한스 크리스티안 대령

## 부대 편제
1940년 및 1943년 편제는 큰 차이는 없다. 다만, 사단 예하 기계화보병 부대에서 여단편제가 사라지고, 저격병(Schützen)이란 표현이 모두 기갑척탄병(Panzergrenadier)으로 바뀐 점이 다르다.
| 1940년 5월 | 1943년 1월 |
| - 25 전차연대 - 7 저격병여단 - 6 저격병연대 - 7 저격병연대 - 78 기갑포병연대 - 7 오토바이저격대대 - 7 기갑수색대대 - 42 대전차대대 - 58 공병대대 - 83 통신대대 - 59 경대공포 대대 | - 25 전차연대 - 6 기갑척탄병연대 - 7 기갑척탄병연대 - 78 기갑포병연대 - 232 돌격포 대대 - 7 오토바이저격대대 - 7 기갑수색대대 - 42 대전차대대 - 58 공병대대 - 83 통신대대 - 59 경대공포 대대 |

## 기사십자장 수훈자
| 연도   | 날짜      | 이름                       |
| ------ | --------- | -------------------------- |
| 1940년 | 5월 27일  | 에르빈 롬멜                |
| 1940년 | 6월 3일   | 카를 로텐부르크            |
| 1940년 | 9월 29일  | 게오르그 비스마르크        |
| 1940년 | 9월 29일  | 아달베르트 슐츠            |
| 1941년 | 7월 15일  | 한스 푼크                  |
| 1941년 | 7월 27일  | 호르스트 올로프            |
| 1941년 | 8월 23일  | 헤르베르트 올              |
| 1941년 | 10월 14일 | 리하르트 그뤼네르트        |
| 1942년 | 3월 20일  | 루디 라이네크              |
| 1942년 | 4월 12일  | 게하르트 하일브론          |
| 1943년 | 2월 12일  | 에발트 바라네크            |
| 1943년 | 2월 12일  | 볼크강 글례제머            |
| 1943년 | 3월 31일  | 프리드리히 카를 쉬타인켈러 |
| 1943년 | 5월 8일   | 헬무트 구취한              |
| 1943년 | 6월 6일   | 카를 하인츠 로스바흐       |
| 1943년 | 8월 7일   | 호르스트 포툰              |
| 1944년 | 1월 13일  | 안드레아스 탈러            |
| 1944년 | 5월 14일  | 발터 호흐무트              |
| 1944년 | 5월 14일  | 크리스토프 크레머          |
| 1944년 | 8월 23일  | 아달베르트 바이첼          |
| 1944년 | 10월 22일 | 하인리히 가이어            |
| 1944년 | 10월 28일 | 발터 브란데스              |
| 1944년 | 11월 5일  | 한스 바보 로흐르           |
| 1944년 | 12월 9일  | 알프레드 피취트            |
| 1944년 | 12월 11일 | 한스 디터                  |
| 1945년 | 2월 18일  | 요아힘 뒨클러              |
| 1945년 | 3월 11일  | 에르빈 힌츠                |
| 1945년 | 4월 5일   | 프리츠 바흐만              |
| 1945년 | 4월 5일   | 요한 콘드네                |
| 1945년 | 5월 9일   | 테오도어 회닝거            |

## 같이 보기
- 사단 (군사), 군사 조직
- 서부 유럽 전선 (제2차 세계 대전)
- 제2차 세계 대전 중 독일군 사단 목록
- 전차, 기갑사단, 독일 기갑사단
- 독일 육군 (제2차대전)
- 독일 연방방위군 육군 (현재)